# Gumienice (Grande-Pologne)
Pour les articles homonymes, voir Gumienice.
Gumienice (prononciation : [ɡumjɛˈnit͡sɛ]) est un village polonais de la gmina de Pogorzela dans le powiat de Gostyń de la voïvodie de Grande-Pologne dans le centre-ouest de la Pologne.
Il se situe à environ 4 kilomètres au sud-ouest de Pogorzela (siège de la gmina), à 16 kilomètres au sud-est de Gostyń (siège du powiat) et à 70 kilomètres au sud de Poznań (capitale régionale).
Le village possède une population approximative de 340 habitants.

## Histoire
De 1975 à 1998, le village faisait partie du territoire de la voïvodie de Leszno.

Depuis 1999, Gumienice est situé dans la voïvodie de Grande-Pologne.